# Білінська Ганна Петрівна
Ганна Петрівна Білінська (15 червня 1927, село Ходовичі Стрийський повіт, Станиславівське воєводство, Польська Республіка — 17 квітня 1991, село Ходовичі, Стрийський район, Львівська обл., УРСР) — знавець місцевих традицій співу, яка не лише знала багато пісень, переймаючи й запам'ятовуючи їх, а й намагалась записати їх на магнітофонну плівку (вона потрапила в Київ завдяки науковій співробітниці Музею народної архітектури і побуту УРСР — Надії Зяблюк). Ганна Петрівна співала в церковному хорі, брала участь в упорядкуванні кімнати-музею Колесс, організувала фольклорний ансамбль.